# Piubega

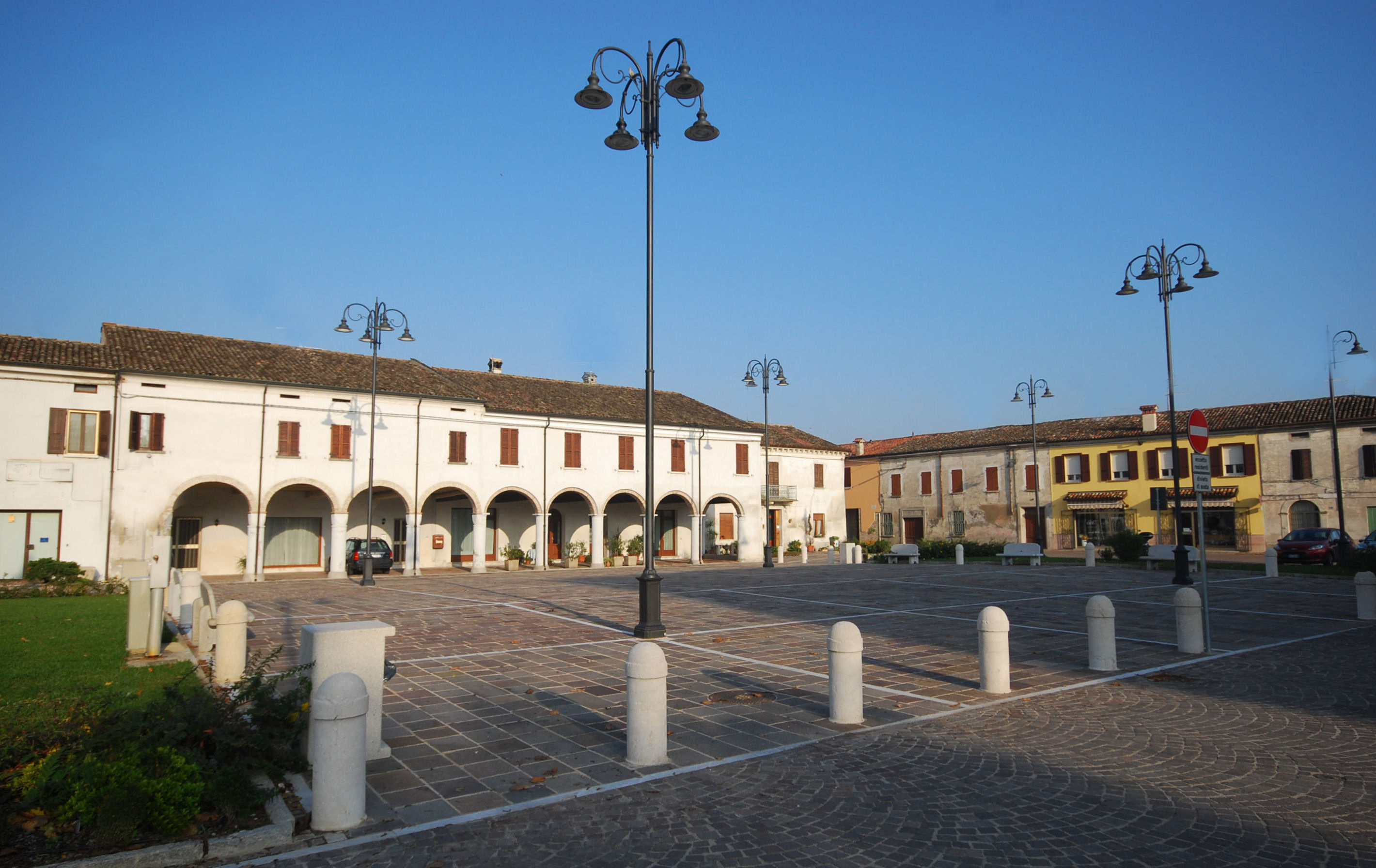
Die Piazza Matteotti in Piubega

Piubega ist eine norditalienische Gemeinde (comune) mit 1726 Einwohnern (Stand 31. Dezember 2023) in der Provinz Mantua in der Lombardei. Die Gemeinde liegt etwa 26 Kilometer nordwestlich von Mantua. 

## Persönlichkeiten
- Roberto Brunelli (1938–2022), römisch-katholischer Priester und Autor